# Sheila Mello
Sheila Mello, all'anagrafe Sheila Chesed de Almeida Mello (San Paolo, 23 luglio 1978), è una ballerina, personaggio televisivo e attrice brasiliana.
È nota per la sua attività con gli É o Tchan!.

## Biografia
Nata a Cidade Ademar, un distretto di periferia di San Paolo, prima di raggiungere il successo in Brasile con gli É o Tchan!, studiò danza classica e moderna.
Nel 1998 entrò negli É o Tchan! tramite un concorso organizzato per scegliere la sostituta di Carla Perez. Poco dopo posò per la prima volta per Playboy, per la quale posò altre due volte, una delle quali con la collega di É o Tchan Sheila Carvalho. Nel mese di ottobre 2007 posò per la rivista Sexy.
Dopo essere uscita dal gruppo e avere studiato alla scuola di teatro "Célia Helena", si dedicò alla recitazione. Fra le altre opere, prese parte al cortometraggio Alphaville 2007 d.C., premiato al Festival del Cinema di Gramado.
Nel 2009 ha preso parte alla seconda edizione del reality show A Fazenda., equivalente brasiliano dell'italiano La fattoria andato in onda su Rede Record

## Filmografia parziale

### Cinema
- Alphaville 2007 d.C. (2007)
- Segurança Nacional (2007)

### Televisione
- A Fazenda 2 (2009-2010)

## Teatro
- Herótica - Cartilha Feminina Para Homens Machos (regista: Darson Ribeiro)
- Caldé e os Peixes Que Aprendem a Nadar no Ar (regista: Marcelo Lazzaratti)
- Gretta Garbo Quem Diria, Acabou no Irajá (regista: Hilton Have)
- O Santo e a Porca (regista: Ednaldo Freire)
- Viúva, Porém Honesta (regista: Fábio Marcof)
- A Invasão (regista: Gabriel Carmona)
- Caminhos da Independência
- Uma Empregada Quase Perfeita (regista: Mirian Lins)
- 2/4 no Motel (regista: Flávio Colatrello)

## Discografia

### Singoli
- 2003 - Água
- 2009 - Tic Tac
- 2009 - Renascerá